# Lars Löfgren
Lars Inge Löfgren, född 6 september 1935 i Överkalix församling, Norrbottens län, är en svensk teaterchef, regissör och författare.

## Biografi
Lars Löfgren avlade studentexamen i Karlstad 1955, Bachelor of Arts-examen vid Gustavus Adolphus College i USA 1958 och fil.kand. Uppsala Universitet 1959. Han blev diplomerad vid Sorbonneuniversitetet i Paris 1961, Doctor of Humane Letters h.c. USA 1988. Han har även studerat regi i USA och Frankrike. 1998 utsågs han till kungens kabinettskammarherre.
Löfgren var gift 1962 med Anna-Karin Gillberg ( född 1937). Tillsammans fick de barnen Per (f. 1963),  Fanny (f. 1965) och Jenny (f. 1967).

## Konstnärlig verksamhet
Löfgren blev regissör vid TV-teatern 1962, chef för TV-teatern och TV Musik 1967, chef för TV2-Teatern och TV2 Musik 1969–1984. Han var teaterchef för Kungliga Dramatiska Teatern 1985–1997. Åren 1997–2002 var han styresman (chef) för Nordiska museet. 
Han samarbetade internationellt med bland annat Jean Louis Barrault, Georgio Strehler, Andrzej Wajda, John Caird och Peter Hall. Som TV-chef samarbetade han med med bland andra Bo Widerberg och Ingmar Bergman. Samarbetet med Bergman fortsatte på Dramaten med pjäser som Fröken Julie, Ett drömspel, Hamlet, Ett dockhem, Peer Gynt, Backanterna och med ett sextiotal internationella turnéer. Löfgren producerade också Bergman-festivalen i New York 1955. Han var programledare för Augustpriset och Polarpriset och gästföreläsare på bland annat Actors Studio och The Juilliard School i New York.
Lars Löfgren har haft flera internationella uppdrag, bland annat i Europarådets teaterkommitté och som generalsekreterare för l'Union des Théâtres de l'Europe. Han har varit ledamot av konsistoriet vid Uppsala universitet, vice ordförande för Skansen och Wermländska Sällskapet, ordförande för Dansmuseet, Bernadottes Konstnärsstiftelse och FIB:s Lyrikklubb och haft uppdrag inom Filmfonden, TV-Filminstitutet, Svensk Teaterunion, Nordisk Teaterunion, Dramatiska Institutet, Dramatikerförbundet, Statens Scenskola, Folkoperan, Nils Ferlin-Sällskapet, Selma Lagerlöfs litteraturpris, Mårbackastiftelsen, Rackstadmuseet, LRF:s kulturråd och Forskningsrådet för kultur och vetenskap. Han utformade och ledde Kunskapens Krona, de tio Kungliga akademiernas seminarium, på Stockholms slott och i SVT 2000–2010. Han är hedersledamot av Kungl. Gustav Adolfs Akademien, av Värmlands Nation och Wermländska Sällskapet. Löfgren var Värmländska Akademiens första preses 2002–2005, och är dess hederspreses. 
Lars Löfgren har mottagit internationella priser, bland annat Prix Italia och Svenska Akademiens Kungliga priset 1997. Han är riddare av Jaroslav den Vises orden och kommendör av franska Hederslegionen och bär Kungens medalj i 12 storleken i Serafimerordens band.

## Filmografi

### Skådespelare
- 1989 – Tre kärlekar
- 1993 – Morsarvet
- 1996 – Rusar i hans famn

### Filmmanus
- 1979 – Legenden om Svarta Björn
- 1987 – Hjärtat

### Regi
- 1965 – Den nya kvinnan (för TV-teatern)
- 1968 – Exercis